# Liste der Mitglieder des Senats im 6. Kongress der Vereinigten Staaten
Die Senatoren im 6. Kongress der Vereinigten Staaten wurden zu einem Drittel 1798 und 1799 neu gewählt. Vor der Verabschiedung des 17. Zusatzartikels 1913 wurde der Senat nicht direkt gewählt, sondern die Senatoren wurden von den Parlamenten der Bundesstaaten bestimmt. Jeder Staat wählt zwei Senatoren, die unterschiedlichen Klassen angehören. Die Amtszeit beträgt sechs Jahre, alle zwei Jahre wird für die Sitze einer der drei Klassen gewählt. Zwei Drittel des Senats bestehen daher aus Senatoren, deren Amtszeit noch andauert.
Die Amtszeit des 6. Kongresses ging vom 4. März 1799 bis zum 3. März 1801, seine erste Tagungsperiode fand vom 2. Dezember 1799 bis zum 14. Mai 1800 in Philadelphia statt, die zweite Periode erstmals in der neuen Hauptstadt Washington, D.C. vom 17. November 1800 bis zum 3. März 1801.

## Zusammensetzung und Veränderungen
Im 5. Kongress saßen am Ende seiner Amtszeit 22 Föderalisten und neun Republikaner (heute meist Demokratisch-Republikanische Partei genannt), ein Sitz war vakant. Durch die Wahl änderte sich daran nichts, so dass der 6. Kongress in gleicher parteipolitischer Zusammensetzung eröffnet wurde. Im Dezember 1799 wurde Wilson Nicholas auf den vakanten Sitz von Virginia gewählt, so dass zehn Republikaner im Senat saßen. Bei sechs Neuwahlen wegen Rücktritt föderalistischer Senatoren wurden jeweils Föderalisten als Nachfolger gewählt, nur in New York konnte der Republikaner John Armstrong einen bisher föderalistischen Sitz erobern. Dadurch saßen am Ende des 6. Kongresses 21 Föderalisten gegen elf Republikaner im Senat.

## Spezielle Funktionen
Nach der Verfassung der Vereinigten Staaten ist der Vizepräsident der Vorsitzende des Senats, ohne ihm selbst anzugehören. Bei Stimmengleichheit gibt seine Stimme den Ausschlag. Während des 6. Kongresses war Thomas Jefferson Vizepräsident, der 1800 zum Präsidenten gewählt wurde. Im Gegensatz zur heutigen Praxis leitete der Vizepräsident bis ins späte 19. Jahrhundert tatsächlich die Senatssitzungen. Ein Senator wurde zum Präsidenten pro tempore gewählt, der bei Abwesenheit des Vizepräsidenten den Vorsitz übernahm. Vom 4. März bis zum 1. Dezember 1799 war James Ross Präsident pro tempore, vom 2. Dezember bis zum 29. Dezember Samuel Livermore, vom 14. Mai bis zum 16. November 1800 Uriah Tracy, vom 21. bis zum 27. November John Eager Howard, vom 28. Februar 1801 bis zum Ende des Kongresses am 3. März 1801 James Hillhouse.

## Liste der Senatoren
Unter Partei ist vermerkt, ob ein Senator der Föderalistischen Partei oder der Republikanischen Partei zugerechnet wird, unter Staat sind die Listen der Senatoren des jeweiligen Staats verlinkt. Die reguläre Amtszeit richtet sich nach der Senatsklasse: Senatoren der Klasse I waren bis zum 3. März 1803 gewählt, die der Klasse II bis zum 3. März 1805 und die der Klasse III bis zum 3. März 1801. Das Datum gibt an, wann der entsprechende Senator in den Senat aufgenommen wurde, eventuelle frühere Amtszeiten nicht berücksichtigt. Unter Sen. steht die fortlaufende Nummer der Senatoren in chronologischer Ordnung, je niedriger diese ist, umso größer ist in der Regel die Seniorität des Senators. Die Tabelle ist mit den Pfeiltasten sortierbar.
| Senator              | Partei       | Staat          | Klasse | Datum         | Sen. | Anmerkung                            |
| -------------------- | ------------ | -------------- | ------ | ------------- | ---- | ------------------------------------ |
| James Hillhouse      | Föderalist   | Connecticut    | I      | 18. Mai 1796  | 59   | Präsident pro tempore                |
| Uriah Tracy          | Föderalist   | Connecticut    | III    | 13. Okt. 1796 | 64   | Präsident pro tempore                |
| Henry Latimer        | Föderalist   | Delaware       | I      | 7. Feb. 1795  | 50   | trat am 28. Februar 1801 zurück      |
| Samuel White         | Föderalist   | Delaware       | I      | 28. Feb. 1801 | 95   | ernannt als Nachfolger für Latimer   |
| William H. Wells     | Föderalist   | Delaware       | II     | 17. Jan. 1799 | 82   |                                      |
| Abraham Baldwin      | Republikaner | Georgia        | II     | 4. März 1799  | 83   |                                      |
| James Gunn           | Föderalist   | Georgia        | III    | 4. März 1789  | 09   |                                      |
| John Brown           | Republikaner | Kentucky       | II     | 18. Juni 1792 | 36   |                                      |
| Humphrey Marshall    | Föderalist   | Kentucky       | III    | 4. März 1795  | 53   |                                      |
| John Eager Howard    | Föderalist   | Maryland       | I      | 21. Nov. 1796 | 68   | Präsident pro tempore                |
| James Lloyd          | Föderalist   | Maryland       | III    | 8. Dez. 1797  | 74   | trat am 1. Dezember 1800 zurück      |
| William Hindman      | Föderalist   | Maryland       | III    | 12. Dez. 1800 | 93   | gewählt als Nachfolger für Lloyd     |
| Benjamin Goodhue     | Föderalist   | Massachusetts  | I      | 11. Juni 1796 | 60   | trat am 8. November 1800 zurück      |
| Jonathan Mason       | Föderalist   | Massachusetts  | I      | 14. Nov. 1800 | 92   | gewählt als Nachfolger für Goodhue   |
| Samuel Dexter        | Föderalist   | Massachusetts  | II     | 4. März 1799  | 85   | trat am 30. Mai 1800 zurück          |
| Dwight Foster        | Föderalist   | Massachusetts  | II     | 6. Juni 1800  | 90   | gewählt als Nachfolger für Dexter    |
| Samuel Livermore     | Föderalist   | New Hampshire  | II     | 4. März 1793  | 43   | Präsident pro tempore                |
| John Langdon         | Republikaner | New Hampshire  | III    | 4. März 1789  | 13   |                                      |
| James Schureman      | Föderalist   | New Jersey     | I      | 4. März 1799  | 87   | trat am 16. Februar 1801 zurück      |
| Aaron Ogden          | Föderalist   | New Jersey     | I      | 28. Feb. 1801 | 94   | gewählt als Nachfolger für Schureman |
| Jonathan Dayton      | Föderalist   | New Jersey     | II     | 4. März 1799  | 84   |                                      |
| James Watson         | Föderalist   | New York       | I      | 17. Aug. 1798 | 78   | trat am 19. März 1800 zurück         |
| Gouverneur Morris    | Föderalist   | New York       | I      | 3. Apr. 1800  | 89   | gewählt als Nachfolger für Watson    |
| John Laurance        | Föderalist   | New York       | III    | 9. Nov. 1796  | 66   | trat am 19. März 1800 zurück         |
| John Armstrong       | Republikaner | New York       | III    | 6. Nov. 1800  | 91   | gewählt als Nachfolger für Laurance  |
| Jesse Franklin       | Republikaner | North Carolina | II     | 4. März 1799  | 86   |                                      |
| Timothy Bloodworth   | Republikaner | North Carolina | III    | 4. März 1795  | 52   |                                      |
| James Ross           | Föderalist   | Pennsylvania   | I      | 24. Apr. 1794 | 47   | Präsident pro tempore                |
| William Bingham      | Föderalist   | Pennsylvania   | III    | 4. März 1795  | 51   |                                      |
| Theodore Foster      | Föderalist   | Rhode Island   | I      | 12. Juni 1790 | 26   |                                      |
| Ray Greene           | Föderalist   | Rhode Island   | II     | 13. Nov. 1797 | 73   |                                      |
| Charles Pinckney     | Republikaner | South Carolina | II     | 6. Dez. 1798  | 81   |                                      |
| Jacob Read           | Föderalist   | South Carolina | III    | 4. März 1795  | 55   |                                      |
| Joseph Anderson      | Republikaner | Tennessee      | I      | 26. Sep. 1797 | 70   | ursprünglich in Klasse II gewählt    |
| William Cocke        | Republikaner | Tennessee      | II     | 4. März 1799  | 63   | früher im 4. Kongress                |
| Nathaniel Chipman    | Föderalist   | Vermont        | I      | 17. Okt. 1797 | 72   |                                      |
| Elijah Paine         | Föderalist   | Vermont        | III    | 4. März 1795  | 54   |                                      |
| Stevens Mason        | Republikaner | Virginia       | I      | 18. Nov. 1794 | 48   |                                      |
| Wilson Cary Nicholas | Republikaner | Virginia       | II     | 5. Dez. 1799  | 88   |                                      |

- Republikaner bezeichnet Angehörige der heute meist als Demokratisch-Republikanische Partei oder Jeffersonian Republicans bezeichneten Partei.